# Császár Mónika
Császár Mónika (Budapest, 1954. november 17. –) magyar tornásznő.

## Élete
Tornász sportegyesülete a Postás SE. A Német Szövetségi Köztársaságban, Münchenben rendezett XX., az 1972. évi nyári olimpiai játékokon a bronzérmes olimpiai tornászcsapat tagja (Békési Ilona, Császár Mónika, Kelemen Márta, Kéry Anikó, Medveczky Krisztina, Nagy Zsuzsanna), egyéniben gerendán olimpiai 4. helyezett. Összetett egyéniben 14. lett. Balczó András felesége, 12 gyermekük van.

## Sikerei, díjai
1973-ban az Év ifjúsági sportolója.